# 中国人民解放军陆军合成第一三一旅
合成第一三一旅（英語：131st Combined Arms Brigade），又称“秋收起义红二团”，是中国人民解放军陆军第八十三集团军下辖的一个中型合成旅，驻地陕西省渭南市。

## 历史概述
2017年，轻机步一二七师三八〇团（秋收起义红二团）被拆分出来，与装甲第九旅合并，组成中型合成第一三一旅。

## 沿革[2]
参考资料：
| 部隊番號                           | 使用時期                    |
| 三八〇团                           | 三八〇团                    |
| ---------------------------------- | --------------------------- |
| 中国工农革命军第一师第二团         | 1928年1月-1928年4月28日     |
| 中国工农革命军第四军第三十二团     | 1928年4月28日-1928年5月25日 |
| 中国工农红军第四军第三十二团       | 1928年5月25日-1933年6月     |
| 中国工农红军第一方面军第五团       | 1933年6月-1937年8月         |
| 八路军第六八五团第二营             | 1937年8月-1941年2月         |
| 新四军第二十团                     | 1941年2月-1946年10月        |
| 东北人民解放军第四十七团           | 1946年10月-1948年1月        |
| 东北野战军第四十七团               | 1948年1月-1948年11月        |
| 中国人民解放军第一二七师第三八〇团 | 1948年11月-1961年8月        |
| 广州军区陆军独立师第二团           | 1961年8月-1985年4月         |
| 步兵第三八〇团                     | 1985年4月-1998年6月         |
| 机械化步兵第三八〇团               | 1998年6月-2017年4月         |
| 装甲第九旅                         |                             |
| 陆军第四十七集团军坦克旅           | 1985年4月-1998年9月         |
| 装甲第九旅                         | 1998年9月-2017年4月         |
| 独立成旅（合成第五旅）             |                             |
| 合成第一三一旅                     | 2017年4月至今               |

## 荣誉
- 徐洪刚：前三八〇团通信连班长，在探亲归队途中见义勇为，被歹徒连刺14刀，引起社会极大反响。他被选为第五届“中国十大杰出青年”。第54集团军党委给他记一等功一次，济南军区授予其“见义勇为的英雄战士”荣誉称号。
- 红一连：前中国工农革命军第一军第一师二团一连，现为本旅合成一营装步一连